# Peter Joseph Baltes

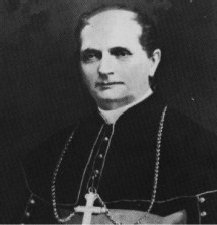
Bischof Peter Joseph Baltes von Alton (Illinois)

 Peter Joseph Baltes (* 7. April 1827 in Ensheim, Rheinkreis, Königreich Bayern; † 15. Februar 1886 in Alton, Illinois) war ein katholischer Geistlicher und von 1869 bis 1886 Bischof von Alton, Illinois. Er ist in den Vereinigten Staaten ein bekannter theologischer Autor.

## Leben

### Jugend und Priestertum
Peter Joseph Baltes wurde 1827 in Ensheim geboren, das zu dieser Zeit zum Rheinkreis des Königreichs Bayern gehörte und heute ein Stadtteil von Saarbrücken im Saarland ist. Er war das vierte Kind des Zimmermanns und Dosenmachers Andreas Baltes und seiner Frau Susanna Walljan. Im Jahre 1833 wanderten seine Eltern mit ihm und seinen Geschwistern aus wirtschaftlicher Not nach Amerika aus. Die Familie ließ sich in Oswego im Staat New York nieder, damals ein kleiner Flecken von etwa tausend Einwohnern, direkt am Ontariosee gelegen. Die Familie Baltes zählte in diesem Gebiet zu den frühen Einwanderern. Die Gegend am Ontario-See erlebte zu dieser Zeit einen großen Aufschwung, da 1825 der Eriekanal eröffnet worden war, der den Hudson River mit dem Eriesee verband.
Joseph Peter Baltes begann eine Schreinerlehre und nahm im Alter von 16 Jahren zunächst Privatunterricht bei einem Priester. Dann besuchte er das College of the Holy Cross in Worcester, Massachusetts; später ging er nach Chicago, Illinois, um an der dortigen Universität St. Mary of the Lake Philosophie und Theologie zu studieren und zugleich Deutschkurse zu geben. Danach wechselte Baltes nach Montreal in Kanada und besuchte dort die Lavelle-Universität, wo er sein Theologie-Studium fortführte und beendete.
Am 21. Mai 1853, im Alter von 26 Jahren, wurde Peter Joseph Baltes (noch in Montreal) zum Priester für die Diözese Chicago geweiht. Seit 1844 bestand der ganze Staat Illinois aus nur einer Diözese mit Bischofssitz in Chicago. Erst 1853 kam eine weitere Diözese mit Sitz in Quincy dazu, der aber 1857 nach Alton verlegt wurde. Mit dieser neuen Diözese trug man dem starken Zuzug von Katholiken, insbesondere aus Deutschland und Irland, teilweise auch aus Frankreich Rechnung. Beim Tode des ersten Bischofs Henry Damian Juncker 1868 betrug die katholische Bevölkerung bereits 80.000 Gläubige in 77 Pfarreien. Sein erstes Amt trat Pfarrer Baltes in der zu diesem Bistum zählenden Ortschaft Waterloo, Monroe County, an, wo er in der St. Paul-Kirche bis 1855 wirkte. Dann berief man ihn nach Belleville, wo er als Nachfolger des im Elsass geborenen Pfarrers Ostlangenberg die dortige St. Peter-Kirche, eine Ausbildungsstätte für junge Frauen sowie eine Pfarrschule erbauen ließ und die Schulschwestern von Notre Dame ansiedelte. Sein Tat- und Schaffenskraft, Optimismus und Gottvertrauen zeigten sich, als am 6. Dezember 1865 die fast vollendete Kirche einstürzte. Pfarrer Baltes zögerte nicht mit ihrem sofortigen Wiederaufbau und vollendete den Neubau innerhalb eines Jahres (bis auf die Türme). Sie wurde später die Kathedrale der neuen Diözese Belleville. Der Chronik ist zu entnehmen, dass die Kirche überwiegend von deutschstämmigen Handwerkern gebaut wurde.
Für den Pfälzer Priester schloss sich eine steile theologische Karriere an. Im Jahre 1866 wählte ihn Bischof Henry Damian Juncker zu seinem theologischen Berater für das 2. Plenarkonzil in Baltimore und er wurde von ihm zum Generalvikar der Diözese Alton, Madison County, im Südwesten von Illinois ernannt – eine Gegend, die stark von deutschen, katholischen Auswanderern geprägt wurde und in der Folgezeit zu einem Zentrum des Katholizismus wurde. In der zeitgenössischen Schrift: "Das Concilium in Baltimore, 7.-21. Oktober 1866, ein Bild kirchlichen Lebens aus Amerika" (Andreas Niedermayer, Verlag für Kunst und Wissenschaft, Frankfurt) ist Baltes namentlich erwähnt. Es heißt dort: "Nun kamen in schimmernden Gewändern die Generalvicare und die Administratoren vacanter Bischofssitze, ungefähr 40 an der Zahl. Wir nennen aus ihnen nur Herrn Melchers aus St. Louis, Stibiel aus Pittsburg, Luhr aus Cleveland, Baltes von Alton."(Seite 22) Bereits ein Jahr später (1867) avancierte er zum Verwalter der noch jungen Diözese (gegründet 1857), als Bischof Juncker zum Vatikanischen Konzil nach Rom gerufen wurde, ein Amt, das ihm beim Tode Bischof Junckers im Jahre 1868 erneut übertragen wurde.

### Bischof von Alton
Am 24. September 1869 wurde er schließlich von Papst Pius IX. zum neuen (und insgesamt zweiten) Bischof von Alton ernannt und am 23. Januar 1870 in der von ihm gebauten St. Peter-Kirche in Belleville geweiht. Hauptkonsekrator war Bischof John Henry Luers von Fort Wayne, Mitkonsekratoren waren Bischof Augustus Maria Toebbe aus Covington und Erzbischof Patrick John Ryan, Philadelphia; die beiden weihenden Bischöfe waren Deutsche, der Erzbischof ein Ire. Bischof Baltes hat während seines Pontifikates in seiner Diözese viele neue Kirchen errichten lassen und einige kirchliche Orden gegründet, deren Arbeit er nachhaltig unterstützte. So gründete er beispielsweise auch das „Ecclesiastical College of the Sacred Heart“ in Ruma. Seine Diözesanverwaltung wird als sehr erfolgreich beschrieben, ebenso hat Bischof Baltes zahlreiche Schriften zur Ausbildung und Führung der Priesterschaft und der kirchlichen Laien verfasst. Besonderes Augenmerk widmete er dabei der Ausgestaltung der Liturgie, der Kirchendisziplin und dem kirchlichen Eigentumsrecht. Als wichtigstes Werk gilt in diesem Zusammenhang seine „Pastoral Instruction“ (New York, 1875; neu aufgelegt und ergänzt, 1880). Im Jahre 1878 besuchte Bischof Baltes anlässlich einer Romreise sein Heimatbistum Speyer. Jakob Bisson konstatiert darüber:

„Ein überraschender Zufall führte ihn in Speyer, nach der Hl. Messe im Dom, mit seinem priesterlichen Landsmann, Pfarrer Zimmermann von St. Martin zusammen. Er folgte der Einladung seines Landsmannes nach St. Martin und besuchte einige Tage darauf, in Begleitung des früheren Pfarrers von Ensheim, Pf. Peter Wack, jetzt Wachenheim, seine Heimatgemeinde Ensheim. Hier wurde ihm ein froher und herzlicher Empfang zu Teil. Als Bischof von Alton organisierte er die junge Diözese in einem Grade, daß sie damals in Nordamerika einzigartig dastand. Der Sprachverschiedenheit seiner Diözese trug er sorgfältig Rechnung. Er bevorzugte keine Nationalität. Diejenigen waren ihm am liebsten, die am treuesten  der Kirche anhingen. Er war allen ein Vorbild strenger Lebensweise und einer gewissenhaften Pflichterfüllung. Überdies gründete Bischof Baltes einen Verein für die aus Europa ankommenden Einwanderer.“

Während seiner Amtszeit hatte sich die Zahl der Katholiken auf 109.000 erhöht, die sich auf 126 Pfarreien und 77 Missionen verteilten – versorgt von 138 Priestern. Großen Wert legte Bischof Baltes auch auf den Ausbau des kirchlichen Schulwesens. 1886 gab es zwei Colleges sowie eine High School für Jungen, neun Mädchen-Akademien und 102 katholische Grundschulen für 11.000 Schüler, außerdem 13 Krankenhäuser, drei Waisenhäuser und zwei Altersheime, die von der Katholischen Kirche unterhalten wurden.
Bischof Baltes verstarb am 15. Februar 1886 im Alter von nicht ganz 59 Jahren in Alton nach dreitägigem Krankenlager infolge einer Leberkrankheit. Am 19. Februar wurde er in einer Gruft der St. Peter und Paul Kathedrale von Alton im Beisein der Erzbischöfe von Chicago, St. Louis und Milwaukee, von 160 Priestern und vielen anderen Trauergästen beigesetzt.
In seinem Nachruf heißt es:
"Father Baltes had been great as pastor, he became even greater as bishop."
(Bischof Baltes war schon ein großer Pfarrer, aber er wurde ein noch größerer Bischof.)
Ein Jahr nach seinem Tod wurde die Diözese geteilt: Jetzt gab es die Diözese Alton im Norden (mit 28 Counties) und die Diözese Belleville im Süden (mit ebenfalls 28 Counties). Seit 1923 sind beide in der Diözese Springfield aufgegangen.
Die elterliche Familie des Bischofs blieb Oswego in den nächsten Jahrzehnten verbunden. Für den Vater Andreas Baltes sind von 1850 und 1860 entsprechende Steuerlisten erhalten. Noch zwischen 1865 und 1890 werden dort verschiedene Familienmitglieder erwähnt. Heute allerdings scheinen hier keine Baltes-Nachkommen mehr zu leben. Dafür zeigt ein Blick in den Social Security Death Index, dass im Raum New York viele Baltes leben, die vermutlich zum weiteren Verwandtenkreis des Pfälzer Missionsbischofs gehören. Auch in Ensheim ist die Familie Baltes nach wie vor ansässig.